# 931

## Nașteri
- Adelaida de Italia, cea de a doua soție a împăratului romano-german Otto I "cel Mare" (d. 999)

## Decese
- Rollo, primul duce de Normandia și  fondator al dinastiei Normande (n.c. 860)